# Fondul de Garantare a Creditului Rural
Fondul de Garantare a Creditului Rural (FGCR) - IFN SA oferă un instrument financiar care permite accesul investitorilor la credite și alte instrumente de finanțare, prin acordarea de garanții financiare.
A fost înființat în 1994 prin finanțare PHARE, pentru a facilita accesul la credite și la alte instrumente financiare în zonele rurale, prin acoperirea unei părți din garanțiile solicitate de băncile comerciale  și de alți furnizori de fonduri.
Fondul garantează credite pe termen scurt, mediu și lung, iar suma garantată acoperă până la 100% din credit.
FGCR-IFN SA are ca obiect de activitate exclusiv garantarea creditelor și a altor instrumente de finanțare, care pot fi obținute de persoane fizice și juridice - producători agricoli și procesatori de produse agroalimentare, pentru realizarea producției agricole, stocarea și procesarea produselor agricole și realizarea obiectivelor de investiții în aceste domenii.